# Convention collective étendue
Une convention collective étendue est une convention collective qui a force de loi et s'impose donc à toutes entreprises du secteur concerné par son champ d'application. Cela fait suite à un arrêté d'extension, pris par le ministère du Travail après consultation des fédérations d'employeurs et des organisations syndicales de salariés, qui parait au Journal officiel de la République française. Ce principe est fixé par la loi qui organise les accords collectifs en France.
Lorsqu'une convention collective est étendue, son application est obligatoire dans toutes les entreprises et tous les organismes entrant dans son champ d’application. Ses dispositions s’appliquent sans qu'il soit nécessaire que l’employeur adhère à la convention ou à une fédération patronale signataire de cette convention. La mention de la convention collective dans le contrat de travail et sur le bulletin de paye est alors obligatoire.
Au contraire, une convention collective qui n'est pas étendue ne s'impose qu'aux seuls employeurs adhérents aux organisations patronales signataires.
Une commission nationale de la négociation collective, formée par les ministres chargés de l'emploi, de l'agriculture et de l'économie ainsi que par des représentants des syndicats nationaux a pour mission de donner un avis sur les arrêtés d'extension des conventions collectives.
En cas de non-application, les risques encourus sont multiples pour l'employeur. Les salariés et les organismes concernés peuvent demander, le cas échéant devant les tribunaux, le respect de ces obligations. Selon l'Organisation internationale du travail, lorsque l'extension de la convention vise les travailleurs non syndiqués des entreprises auxquelles la convention collective s'applique, cette situation n'est pas a priori en contradiction avec le principe de la liberté syndicale, dans la mesure où, comme le prévoit la loi, c'est l'organisation la plus représentative qui a négocié au nom de l'ensemble des travailleurs